# Clinton County, Illinois
Clinton County är ett administrativt distrikt i delstaten Illinois i USA med 37 762 invånare. Den administrativa huvudorten (county seat) är Carlyle.
På samma sätt som DeWitt County, Illinois har även Clinton County fått sitt namn efter politikern DeWitt Clinton (1769-1828). Clinton County grundades 1824 medan DeWitt Clinton var vid liv. DeWitt County grundades senare, 1839.

## Politik
Clinton County tenderar att rösta på republikanerna i politiska val.
Republikanernas kandidat har vunnit rösterna i countyt i samtliga presidentval under 2000-talet. I valet 2016 vann republikanernas kandidat Donald Trump med 71,3 procent av rösterna mot 22,7 för demokraternas kandidat, vilket är den största segermarginalen i countyt för en kandidat genom alla tider.

## Geografi
Enligt United States Census Bureau har countyt en total area på 1 303 km². 1 228 km² av den arean är land och 75 km² är vatten.

### Angränsande countyn
- Bond County - nord
- Fayette County - nordost
- Marion County - öst
- Washington County - syd
- St. Clair County - väst
- Madison County - nordväst